# Lewis Bower
Pour les articles homonymes, voir Bower.
Lewis Bower, né le 14 octobre 2004 à Auckland, est un coureur cycliste néo-zélandais.

## Biographie
Leswis Bower est originaire d'Auckland, la capitale de la Nouvelle-Zélande. Vers l'âge de douze ans, il commence le cyclisme en effectuant quelques sorties avec son père et son frère aîné. Il a également joué au football, avant d'opter définitivement pour le vélo. Son premier titre national a été remporté lors du critérium U19 aux championnats de Nouvelle-Zélande en novembre 2020. 
En 2021, il devient champion de Nouvelle-Zélande du contre-la-montre juniors. Il s'impose aussi sur une course par étapes dans son pays natal. Après ses performances, il intègre un programme en Belgique pour participer à quelques compétitions en Europe. Il représente par ailleurs la Nouvelle-Zélande aux championnats du monde sur route juniors, qui ont lieu dans la Flandre. 
Lors de la saison 2022, il conserve son titre de champion national. Il se classe aussi quatrième de l'épreuve chronométrée et de la course en ligne aux championnats d'Océanie juniors. Bower revient ensuite en Europe pour poursuivre sa progression. Bon rouleur, il se distingue sur les Trois Jours d'Axel en terminant quatrième d'une étape contre-la-montre et huitième du classement général. 
En 2023, il intègre la réserve de l'équipe Groupama-FDJ. Son directeur sportif Jérôme Gannat le décrit comme un puncheur, doté d'une petite pointe de vitesse, et qui passe bien les bosses. Pour ses débuts espoirs, il occupe le rôle de « poisson-pilote » pour son coéquipier Noah Hobbs. Il parvient toutefois à terminer deuxième d'une étape de l'Okolo Jižních Čech, cinquième d'une étape du Tour de Bretagne et dixième du Grand Prix de Pérenchies. Au début de l'automne, il s'impose sur Paris-Chalette-Vierzon, une course du calendrier national français. 
Au printemps 2024, il remporte l'étape inaugurale de la Ronde de l'Oise, à l'issue d'une sprint massif. Il obtient aussi diverses places d'honneur sur des étapes du Tour de Bretagne, et finit neuvième de Gand-Wevelgem espoirs. Il remporte ensuite deux étapes au Tour de Roumanie, chacune remportée lors d'un sprint massif. En 2025, il ajoute une nouvelle victoire à son palmarès lors de la Boucle de l'Artois. 

## Palmarès et résultats

### Palmarès par année
- 2020
  -  Champion de Nouvelle-Zélande du critérium juniors
- 2021
  -  Champion de Nouvelle-Zélande du contre-la-montre juniors
- 2022
  -  Champion de Nouvelle-Zélande du contre-la-montre juniors
- 2023
  - Paris-Chalette-Vierzon
- 2024
  - 1re étape de la Ronde de l'Oise
  - 3eet 5e étapes du Tour de Roumanie
  - 3e du championnat de Nouvelle-Zélande du contre-la-montre espoirs
  - 3e du championnat de Nouvelle-Zélande sur route espoirs
- 2025
  - Boucle de l'Artois
  - 2e du championnat de Nouvelle-Zélande sur route espoirs

### Classements mondiaux
| Année                                 | 2023  | 2024  |
| ------------------------------------- | ----- | ----- |
| Classement mondial                    | 1875e | 1197e |
| UCI Oceania Tour                      | 89e   | nc    |
|                                       |       |       |
| Légende : nc = non classéSource : UCI |       |       |